# YG (ラッパー)
YG（ワイジー、本名: キーノン・デカン・レイ・ジャクソン、1990年3月9日 - ）はアメリカ合衆国カリフォルニア州ロサンゼルス・コンプトン出身のラッパー、ソングライター、俳優である。2009年にシングル「Toot It and Boot It」でデビュー、全米67位を記録。この成功を受けデフジャムと契約を結んだ。2013年のシングル「My Nigga」はBillboard Hot 100で、最高19位を記録した。

## 生い立ち

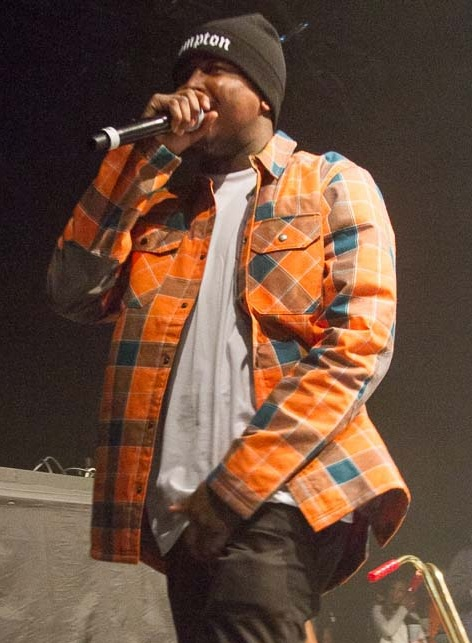
ライブでのYG（2015年）

1990年3月9日、YGことキーノン・デカン・レイ・ジャクソンはカリフォルニア州ロサンゼルス・コンプトンで生まれる。YGの名は”Young Gangsta”の頭文字からつけられた。2006年、YGは16歳の頃からブラッズに参加していた。

## 4Hunnid Records
もともとYGはPu$haz Inkというレーベルを立ち上げるというアイデアを持っていた。そしてDJマスタード、タイ・ダラー・サインを共同作業者としていた。もともとDJマスタードとのプロモーションレーベルと位置付けされていた。
2016年にYGが4Hunnidという名で立ち上げるとの噂があり、インタースコープ、エンパイアディストリビュシオンとの間に契約を結び、レーベルが立ち上げられた。

## ディスコグラフィ
スタジオ・アルバム
- My Krazy Life (2014年)
- Still Brazy (2016年)
- Stay Dangerous (2018年)
- 4Real 4Real (2019年)
- My Life 4Hunnid (2020年)